# Abynotha
Abynotha é um gênero de traça pertencente à família Arctiidae.